# Platyrhinops
Il platirinope (gen. Platyrhinops) è un anfibio estinto, appartenente ai temnospondili. Visse nel Carbonifero superiore (circa 308 - 300 milioni di anni fa) e i suoi resti fossili sono stati ritrovati in Nordamerica e forse in Europa.

## Descrizione
Questo animale, di piccole dimensioni, non doveva superare la lunghezza di 30 centimetri. Il cranio era di forma arrotondata ed era lungo circa 8 centimetri negli esemplari adulti. La testa era piuttosto grossa in relazione al corpo, e i quattro arti erano piuttosto robusti e ossificati da permettere una locomozione terrestre. Platyrhinops possedeva piccole zanne sul vomere, sull'osso palatino e sull'ectopterigoide, come gran parte dei suoi stretti parenti, e la base dello pterigoide e la scatola cranica mantenevano una vera e propria articolazione, non fusa. I denti marginali erano curiosamente forniti di due cuspidi (almeno nella specie Platyrhinops lyelli); le coane erano allungate e le ossa frontali erano ampi nella porzione anteriore. Almeno un esemplare di P. lyelli mostra un'insolita distribuzione della taglia dei denti lungo le premascelle (Clack e Milner, 2009).

## Classificazione
Platyrhinops lyelli è stato descritto per la prima volta nel 1858 da Wyman, con il nome di Raniceps lyelli. Il nome generico, però era già stato utilizzato per descrivere un pesce della famiglia Gadidae, e fu quindi necessario cambiarlo in Platyrhinops (Steen, 1931). I fossili di P. lyelli provengono dal ben noto giacimento di Linton (Ohio), dove è stata scoperta una ricca fauna carbonifera. Un'altra specie attribuita a Platyrhinops è P. calliprepes (Carroll, 1964), proveniente dal giacimento di Nýřany in Repubblica Ceca. Queste due specie sono state a lungo attribuite al genere Amphibamus, un animale molto simile ma di dimensioni minori; la specie europea P. calliprepes è spesso considerata in un genere a sé stante, Mordex, attribuibile ai trematopidi. Nel 2012 è stata descritta un'altra specie di Platyrhinops proveniente dal medesimo giacimento ceco, P. fritschi.
Platyrhinops e Amphibamus sono tipici rappresentanti degli anfibamidi, un gruppo di anfibi temnospondili di piccole dimensioni che si pensa possano essere stati vicini all'origine degli anfibi attuali. In numerose analisi filogenetiche, Platyrhinops risulterebbe leggermente più basale rispetto ad Amphibamus (Schoch e Rubidge, 2005; Huttenlocker et al., 2007; Fröbisch e Reisz, 2008).